# Avel Yenukidze
Avel Safronovich Yenukidze (em georgiano:  აბელ ენუქიძე, Abel Enukidze; em russo:  А́вель Сафронович Енуки́дзе; 19 de maio [Calend. juliano: 7 de maio] 1877—30 de outubro de 1937) foi um eminente "velho bolchevique" e, em dado momento, membro do Comitê Central Soviético em Moscou. Em 1932, junto com Mikhail Kalinin e Viatcheslav Molotov, Yenukidze coassinou a infame "Lei dos Sete Oitavos".

## Carreira pré-revolucionária
Yenukidze era filho de camponeses, nascido num vila na província de Kutaisi na Geórgia. Depois de se formar pela Universidade Técnica de Tíflis, foi empregado na oficina principal da ferrovia transcaucasiana entre 1897-1900. Filiou-se ao Partido Operário Social-Democrata Russo (POSDR) em 1898. Em 1900, mudou-se para a cidade de Baku, para trabalhar nas ferrovias de lá, e criou a primeira organização do POSDR da cidade. Também foi uns dos organizadores de uma imprensa móvel clandestina na cidade, usada para publicar literatura do POSDR. Foi preso duas vezes em 1902, escapou da Sibéria em 1903 e viveu num porão com a imprensa móvel de Baku entre 1903-1906. Depois do cisma no POSDR, filiou-se à facção bolchevista. Chegou a ser preso novamente em 1907, 1908, 1910 e 1911, mas escapou em todas as vezes. Em 1904, foi preso pela sétima vez, deportado para Turukhansk e, depois, alistado no exército russo.

## Carreira política
Foi destacado com a guarnição de Petrogrado na época da Revolução de Fevereiro. Deixou o exército em abril, quando foi eleito para o Comitê Executivo dos Sovietes. Durante o ano de 1918, foi nomeado Secretário do Comitê Executivo dos Sovietes, o que significou que era ele o responsável pela administração e segurança do Kremlin. Como um dos três georgianos nativos mais graduados na liderança soviética — depois de Josef Stalin e Sergo Ordjonikidze — ele foi um dos quatro autores de A Vida de Stalin, uma hagiografia publicada para coincidir com 50.º aniversário do líder soviético. Seus coautores foram Ordzhonikidze, Kliment Vorochilov e Lazar Kaganovitch. Entre 1922-1934, ele também foi presidente dos conselhos do Teatro Bolshoi e do Teatro de Arte de Moscou. Em fevereiro de 1934 foi eleito como membro do Comitê Central do Partido Comunista da União Soviética.

## Personalidade
Segundo todos os relatos, Yenukidze era um dos oficiais mais amigáveis e menos ambiciosos do círculo de Stalin. Leon Trótski reconheceu que "ele não era um carreirista e, certamente, não era um canalha." Alexander Barmine o descreveu como "a própria alma da bondade e sensibilidade para com as necessidades e sentimentos de outros [...] humano [...], solidário." O comunista francês Victor Serge escreveu:

Ele era uma georgiano de cabelo loiro, com uma face robusta iluminada por olhos azuis. Sua conduta era corpulenta e grandiosa, a de um habitante nascido e criado nas montanhas. Ele era afável, engraçado e realista [...] Na secreção destes altos cargos, ele se provou um homem de sentimentos humanos, e tão liberal e generoso quanto era possível sê-lo naquela idade.
 Quando a poetisa Anna Akhmátova estava procurando pelo também poeta Osip Mandelstam depois da prisão deste em maio de 1934, Yenukidze foi o único alto oficial a recebê-la. "Ele ouviu-a com atenção, mas não disse uma palavra." Contudo, ele também era dissoluto. Durante seu exílio na Sibéria, teve um caso com a futura esposa de Kliment Vorochilov e, durante sua direção do Kremlin, supostamente abusou de sua posição para seduzir jovens mulheres.

## O "Caso do Kremlin"
Em fevereiro de 1935, Yenukidze foi removido de seu posto de administrador do Kremlin e nomeado Presidente do Comitê Executivo Central da República Socialista Federativa Soviética Transcaucasiana, o que significaria mandá-lo de volta para a Geórgia, seu país de origem. No mesmo mês, o NKVD iniciou uma série de verificações de segurança na equipe do Kremlin, na sequência do assassinato de Serguei Kirov. No verão, 110 funcionários foram presos, dos quais dois foram sentenciados à morte e o restante à prisão. Entre eles, estava Lev Kamenev, irmão de um antigo adversário de Stalin. Em maio, Yenukidze — que, aparentemente, não havia assumido seu novo cargo — rogou para que não o fizessem se mudar para Tíflis, por questões de saúde, e pediu que o colocassem em Moscou ou no Cáucaso do Norte, para onde, eventualmente, foi enviado para supervisionar empreendimentos minerais.
Duas semanas depois de assumir esta posição, ele retornou a Moscou para o plenário do Comitê Central do PCUS, aparentemente não sabendo que o Comitê fora convocado para denunciá-lo. Nikolai Yezhov, futuro chefe do NKVD, fez sua primeira aparição como recém nomeado Secretário do CC, acusando Yenukidze de ter colocado a vida de Stalin em risco ao permitir que potenciais assassinos trabalhassem no Kremlin. Ele também foi atacado por seus conterrâneos da Geórgia, Ordzhonikidze e Lavrenti Beria, acerca de sua prática de dar dinheiro a ex-bolcheviques que haviam sido privados de subsistência por se oporem a Stalin. Ele foi expulso do Comitê Central e nomeado chefe da fábrica de automóveis na Carcóvia.
Embora a acusação de segurança frouxa no Kremlin tenha sido o pretexto para humilhá-lo, a verdadeira razão pode ter sido seu fracasso em contribuir adequadamente para a glorificação de Stalin. Em especial, algumas memórias publicadas nos anos 1920, incluindo a de Yenukidze, atribuíram a criação da imprensa móvel clandestina em Baku principalmente ao falecido Lado Ketskhoveli e não faziam menção alguma ao líder, que, na época, estava em Tíflis, se envolvendo. Segundo Leon Trótski, ele reclamou, confidencialmente, de ser pressionado a mudar seu relato para beneficiar Stalin, dizendo: "Estou fazendo tudo que ele me pediu, mas não é o suficiente. Ele quer que eu admita que ele é um gênio." Em 16 de janeiro de 1935, Yenukdize foi forçado a publicar uma desculpa pública, alterando seu relato para dizer que Ketskhoveli foi "enviado a Baku" por Stalin e outros para estabelecer e criar a organização do partido na cidade. Seis meses depois, Beria publicou uma história da organização bolchevique na Transcaucásia que acusava Yenukidze de ter "deliberadamente e com intenções hostis" falsificado seu relato.
Outra razão pode ter sido que ele estava realmente conspirando contra o governo soviético. De acordo com as memórias do desertor anticomunista Grigori Tokaev, que era membro de um grupo clandestino de oposição na União Soviética, Yenukidze também era membro de um grupo conspiratório de oposição com Boris Sheboldayev, que ele chamou de "grupo Sheboldayev-Yenukidze " Eles, escreve Tokaev, salvaram muitos membros de seu grupo e Yenukidze teve diversos anticomunistas sob seu comando. Sheboldayev disse a Tokaev que seu plano era dividir a URSS e transformá-la em uma "união livre de povos livres".

## Prisão e execução
Yenukidze foi preso em 11 de fevereiro de 1937. Durante o Grande Expurgo, era raro, por comparação, a imprensa soviética divulgar execuções, exceto aquelas de réus em julgamentos midiáticos. Numa rara exceção a esta regra, foi divulgado no jornal Pravda que Yenukdize e seis outros haviam sido julgados em privado em 15 de dezembro de 1937 e executados em 20 de dezembro. Disse-se que seus corréus haviam sido o diplomata armênio  Lev Karakhan, o antigo secretário do partido na Geórgia Mamia Orakhelashvili, dois antigos oficiais importantes do Cáucaso do Norte, V.F.Larin e Boris Sheboldayev, o diplomata Vladimir Tsukerman e o misterioso "barão" Boris Steiger. Durante o maior dos Processos de Moscou, em março de 1938, Yenukidze foi postumamente denunciado por um dos principais réus, o ex-chefe do NKVD, Guenrikh Yagoda como o pivô da suposta "conspiração de direita" e o principal organizador do assassinato de Kirov, e do suposto assassinato por envenenamento de Máximo Gorki.
Tudo isto era mentira, incluindo o relatório de um julgamento secreto. Depois que os arquivos foram abertos, verificou-se que, na verdade, Yenukdize fora baleado em outubro de 1937. Ele foi reabilitado e postumamente readmitido no partido comunista em 1960.

## Na literatura
Um personagem chamado Arkady Apollonich Sempleyarov, "presidente da Comissão de Acústica dos Teatros de Moscou", inspirado em Yenukidze, aparece brevemente em O Mestre e Margarida, de Mikhail Bulgákov. O malicioso Koroviev, um dos companheiros do Diabo, está apresentando uma performance teatral e é desafiado por Sempleyarov, que fala em "um barítono agradável e supremamente autoconfiante" para explicar como ele executa seus truques de mágica. A resposta de Fagotto é revelar a todo o público que Sempleyarov, cuja esposa está sentada ao lado dele, secretamente passou quatro horas na noite anterior com uma atriz, quando alegou estar em uma reunião.